# Mijaíl Shatin
Mijaíl Viacheslávovich Shatin o Mikhail Shátin, en ruso: Михаил Вячеславович Шатин, (Moscú, 18 de febrero de 1971) es un artistas de circo ruso.

## Trayectoria
En el 1990 terminó la carrera de acrobacia y gimnasia en la Escuela Superior de Artes Circenses (en ruso: ГУЦЭИ) y formó parte de la International Stunt-Acrobatic Association. El mismo año ingresó en el Instituto de Cinematografía Estatal de la Unión Soviética (en ruso: ВГИК) y terminó la carrera de actuación en 1994.
Desde 1994 está radicado en México y formó parte del equipo fundador de la Escuela Rusa de Actuación en México.
Dentro de su trayectoria artística se ha desempeñado como acróbata de circo, doble de riesgo para cine y coordinador de escenas de acción, y también ha sido profesor de artes circenses.

## Filmografía

### Cine
- 1990 - El cazador de las ratas
- 1991 - Como se casó el hijo del Rey
- 1992 - Tiempo de los jóvenes
- 1993 - La Brigantina
- 1996 - Un embrujo
- 2006 - Species The Awakening
- 2007 - Angel caído